# Rafinha (football, 1985)
Pour les articles homonymes, voir Rafinha.
Márcio Rafael Ferreira de Souza, dit Rafinha (né le 7 septembre 1985 à Londrina), est un ancien footballeur international brésilien naturalisé allemand. Il jouait au poste de défenseur.

## Biographie

### Carrière en club

#### Coritiba FC (2002-2005)
Au Brésil, Rafinha a joué pour le Coritiba Foot Ball Club (2002-2005).

#### Schalke 04 (2005-2009)
Schalke a dépensé 5 M€, une somme considérable pour un défenseur, afin de transférer Rafinha de Coritiba pour un contrat conservant Rafinha jusqu’en 2009 à Gelsenkirchen. 
Le club estime que l’argent a été bien dépensé, comme l’estime le manager de Schalke Andreas Müller : « C’est un investissement pour l’avenir. Avec le potentiel qu’il a, sa valeur ne peut qu’augmenter. »

#### Genoa CFC (2010-2011)
Le 4 août 2010 il s'engage avec le club italien du Genoa CFC pour 8 millions d'euros et 4 ans de contrat.

#### Bayern Munich (2011-2019)
Mais à l'issue de la saison 2010-2011, après avoir affirmé son envie de retourner en Bundesliga, Rafinha signe au Bayern Munich pour 5,5 M€ et un contrat de trois saisons, le club étant à la recherche d'un latéral de haut niveau pour rééquilibrer une défense trop fébrile. Les Bavarois suivaient le Brésilien depuis longtemps, et avaient déjà tenté de le recruter lorsqu'il avait quitté le Schalke 04. Son arrivée à Munich, devait faire replacer Philipp Lahm dans le couloir gauche, poste qu'il connaît bien pour l'avoir longuement pratiqué par le passé, mais l'éclosion de David Alaba à ce même poste d'arrière gauche pousse peu à peu le Brésilien sur le banc. Se contentant de quelques matchs sans grand enjeu, il y apparaît cependant très concerné et réalise de bonnes performances.
L'arrivée de Pep Guardiola au Bayern lors de la saison 2013-2014 relance complètement la carrière du joueur. Le technicien catalan, en replaçant Philipp Lahm en sentinelle devant la défense, libère le poste de latéral droit pour Rafinha qui enchaîne les matchs et les bonnes performances pour devenir un élément incontournable du onze bavarois.

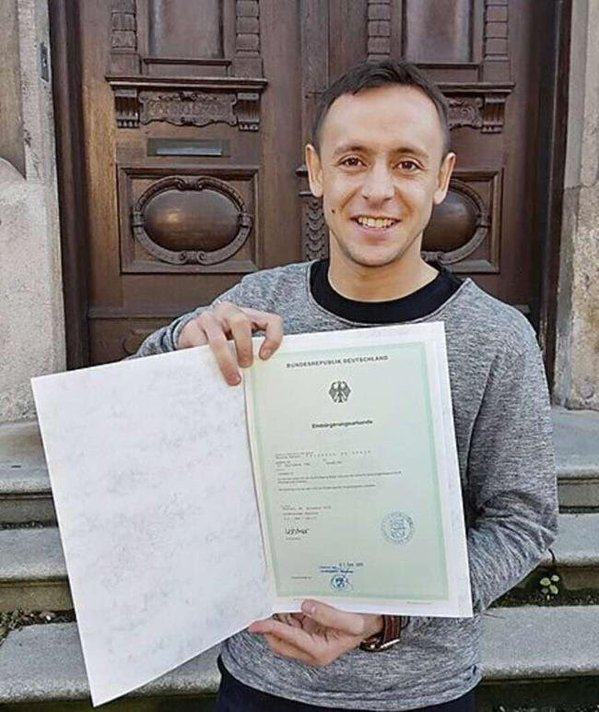
Rafinha et sa nouvelle nationalité allemande.

#### Flamengo (2019-2020)
Le 10 juin 2019, il signe pour le club brésilien Flamengo et fait donc son retour dans son pays de naissance.

### Carrière internationale
Rafinha fait ses débuts avec l'équipe senior du Brésil le 26 mars 2008 lors d'un match amical contre la Suède. Il passe ensuite six ans sans jouer en équipe nationale, ne faisant sa deuxième apparition qu'en mars 2014 lors d'un match amical contre l'Afrique du Sud. En mai 2014, il est nommé par le sélectionneur du Brésil Luiz Felipe Scolari dans une liste étendue pour la Coupe du Monde 2014.
En septembre 2015, Rafinha demande à être dispensé de sélection avec le Brésil alors que Dunga, sélectionneur à l'époque, avait fait appel à lui pour les deux premiers matches de qualification pour la Coupe du monde 2018 contre le Chili et le Venezuela. Rafinha souhaite acquérir la nationalité allemande et explique ne pas être l'option principale au poste d'arrière droit pour Dunga. Le 9 décembre 2015, Rafinha obtient la nationalité allemande et le fait savoir en publiant une photo sur les réseaux sociaux.
En juin 2017, Rafinha est de nouveau appelé pour deux matches amicaux contre l'Argentine and l'Australie.
Malgré son souhait répété de participer à la Coupe du monde de la FIFA, il n'y aura jamais participé, n'étant de nouveau qu'en liste étendue pour la Coupe du monde 2018.

## Statistiques
| Saison                | Club                  | Championnat           | Championnat | Championnat | Coupe(s) nationale(s) | Coupe(s) nationale(s) | Supercoupe | Supercoupe | Compétition(s) continentale(s) | Compétition(s) continentale(s) | Compétition(s) continentale(s) | Autres compétitions | Autres compétitions | Autres compétitions | Total | Total |
| Saison                | Club                  | Division              | M.          | B.          | M.                    | B.                    | M.         | B.         | Comp.                          | M.                             | B.                             | Comp.               | M.                  | B.                  | M.    | B.    |
| 2004                  | Coritiba              | Serie A               | 24          | 3           | -                     | -                     | -          | -          | -                              | -                              | -                              | -                   | -                   | -                   | 24    | 3     |
| 2005                  | Coritiba              | Serie A               | 13          | 3           | -                     | -                     | -          | -          | -                              | -                              | -                              | -                   | -                   | -                   | 13    | 3     |
| Sous-total            | Sous-total            | Sous-total            | 37          | 3           | -                     | -                     | -          | -          | -                              | -                              | -                              | -                   | -                   | -                   | 37    | 3     |
| 2005-2006             | Schalke 04            | Bundesliga            | 29          | 0           | 1                     | 0                     | -          | -          | C1                             | 12                             | 0                              | -                   | -                   | -                   | 42    | 0     |
| 2006-2007             | Schalke 04            | Bundesliga            | 31          | 2           | 2                     | 0                     | -          | -          | C1                             | 2                              | 0                              | -                   | -                   | -                   | 35    | 2     |
| 2007-2008             | Schalke 04            | Bundesliga            | 32          | 2           | 4                     | 1                     | -          | -          | C1                             | 10                             | 1                              | -                   | -                   | -                   | 46    | 4     |
| 2008-2009             | Schalke 04            | Bundesliga            | 30          | 2           | 3                     | 0                     | -          | -          | C1+C3                          | 1+6                            | 0                              | -                   | -                   | -                   | 40    | 2     |
| 2009-2010             | Schalke 04            | Bundesliga            | 31          | 1           | 4                     | 1                     | -          | -          | -                              | -                              | -                              | -                   | -                   | -                   | 35    | 2     |
| Sous-total            | Sous-total            | Sous-total            | 153         | 7           | 14                    | 3                     | -          | -          | -                              | 31                             | 1                              | -                   | -                   | -                   | 198   | 11    |
| 2010-2011             | Genoa CFC             | Serie A               | 34          | 2           | 3                     | 0                     | -          | -          | -                              | -                              | -                              | -                   | -                   | -                   | 37    | 2     |
| Sous-total            | Sous-total            | Sous-total            | 34          | 2           | 3                     | 0                     | -          | -          | -                              | -                              | -                              | -                   | -                   | -                   | 37    | 2     |
| 2011-2012             | Bayern Munich         | Bundesliga            | 24          | 0           | 4                     | 0                     | -          | -          | C1                             | 7                              | 1                              | -                   | -                   | -                   | 35    | 1     |
| 2012-2013             | Bayern Munich         | Bundesliga            | 13          | 2           | 2                     | 0                     | -          | -          | C1                             | 2                              | 0                              | -                   | -                   | -                   | 17    | 2     |
| 2013-2014             | Bayern Munich         | Bundesliga            | 28          | 0           | 6                     | 0                     | -          | -          | C1                             | 9                              | 0                              | SU+CMC              | 1+2                 | 0                   | 46    | 0     |
| 2014-2015             | Bayern Munich         | Bundesliga            | 26          | 0           | 4                     | 0                     | -          | -          | C1                             | 11                             | 0                              | -                   | -                   | -                   | 41    | 0     |
| 2015-2016             | Bayern Munich         | Bundesliga            | 25          | 0           | 4                     | 0                     | 1          | 0          | C1                             | 4                              | 0                              | -                   | -                   | -                   | 34    | 0     |
| 2016-2017             | Bayern Munich         | Bundesliga            | 20          | 1           | 2                     | 0                     | 1          | 0          | C1                             | 5                              | 0                              | -                   | -                   | -                   | 28    | 1     |
| 2017-2018             | Bayern Munich         | Bundesliga            | 27          | 1           | 3                     | 0                     | 1          | 0          | C1                             | 8                              | 0                              | -                   | -                   | -                   | 39    | 1     |
| 2018-2019             | Bayern Munich         | Bundesliga            | 16          | 1           | 4                     | 0                     | -          | -          | C1                             | 6                              | 0                              | -                   | -                   | -                   | 26    | 1     |
| Sous-total            | Sous-total            | Sous-total            | 179         | 5           | 29                    | 0                     | 3          | 0          | -                              | 52                             | 1                              | -                   | 3                   | 0                   | 266   | 6     |
| 2019                  | CR Flamengo           | Serie A               | 20          | 0           | 1                     | 0                     | 1          | 0          | CL                             | 7                              | 0                              | CC                  | 7                   | 0                   | 36    | 0     |
| 2020                  | CR Flamengo           | Serie A               | 2           | 0           | -                     | -                     | -          | -          | CL                             | 1                              | 0                              | -                   | -                   | -                   | 3     | 0     |
| Sous-total            | Sous-total            | Sous-total            | 22          | 0           | 1                     | 0                     | 1          | 0          | -                              | 8                              | 0                              | -                   | 7                   | 0                   | 39    | 0     |
| 2020-2021             | Olympiakos            | Super League          | 14          | 0           | -                     | -                     | -          | -          | C1                             | 8                              | 0                              | -                   | -                   | -                   | 22    | 0     |
| Sous-total            | Sous-total            | Sous-total            | 14          | 0           | 0                     | 0                     | 0          | 0          | -                              | 8                              | 0                              | -                   | -                   | -                   | 22    | 0     |
| 2021                  | Grêmio                | Série A               | 30          | 0           | 2                     | 0                     | -          | -          | CS                             | 4                              | 0                              | CG                  | 7                   | 0                   | 43    | 0     |
| Sous-total            | Sous-total            | Sous-total            | 30          | 0           | 2                     | 0                     | -          | -          | -                              | 4                              | 0                              | -                   | 7                   | 0                   | 43    | 0     |
| Total sur la carrière | Total sur la carrière | Total sur la carrière | 469         | 17          | 49                    | 3                     | 4          | 0          | -                              | 103                            | 2                              | -                   | 17                  | 0                   | 642   | 22    |

## Palmarès

### En club
Bayern Munich (11)
- Bundesliga
  - Champion : 2013, 2014, 2015, 2016, 2017, 2018 et 2019
- Coupe d'Allemagne
  - Vainqueur : 2014 et 2019
- Ligue des champions de l'UEFA
  - Vainqueur : 2013
- Supercoupe de l'UEFA
  - Vainqueur : 2013

 CR Flamengo (2)
- Serie A
  - Champion : 2019
- Copa Libertadores
  - Vainqueur : 2019

#### Sélection
Brésil
- Médaille de bronze aux Jeux olympiques de 2008